# Jennie Let Me Love You
Jennie Let Me Love You – drugi singel z debiutanckiej płyty A State of Mind szwedzkiego zespołu E.M.D. Wydany został 2 kwietnia 2008 roku.
Do singla nagrany został teledysk.

## Lista utworów
1. „Jennie Let Me Love You” (Radio Version)
2. „Jennie Let Me Love You” (Remix Version)
3. „Jennie Let Me Love You” (Long Remix Version)